# NGC 5767
NGC 5767 ist eine 14,2 mag helle Balkenspiralgalaxie vom Hubble-Typ SBab im Sternbild Bärenhüter am Nordsternhimmel, die schätzungsweise 354 Millionen Lichtjahre von der Milchstraße entfernt ist. 
Sie wurde am 14. Mai 1885 von Lewis A. Swift entdeckt.